# Шайенн (приток Миссури)
Шайенн (англ. Cheyenne River) — река в американских штатах Южная Дакота и Вайоминг, правый приток Миссури. Длина составляла около 475 км, площадь бассейна — 62 800 км². Берёт начало на востоке штата Вайоминг, в округе Конверс от слияния рек Антелоп и Драй-Форк. Течёт главным образом в восточном и северо-восточном направлениях, огибая южную оконечность горного массива Блэк-Хилс.
Река протекает по северо-западной границе национального парка Бэдлендс и индейской резервации Пайн-Ридж, а также через некоторые другие природоохранные территории. Впадает в водохранилище Оахе на реке Миссури в 50 км к северо-западу от города Пирр.